# Жимець (Скерневицький повіт)
Жимець (пол. Rzymiec) — село в Польщі, у гміні Скерневиці Скерневицького повіту Лодзинського воєводства.
Населення — 65 осіб (2011).
У 1975—1998 роках село належало до Скерневицького воєводства.

## Демографія
Демографічна структура станом на 31 березня 2011 року:
|          | Загалом | Допрацездатний вік | Працездатний вік | Постпрацездатний вік |
| -------- | ------- | ------------------ | ---------------- | -------------------- |
| Чоловіки | 29      | 7                  | 21               | 1                    |
| Жінки    | 36      | 8                  | 18               | 10                   |
| Разом    | 65      | 15                 | 39               | 11                   |